# سوارا باسکار
سوارا باسکار (به انگلیسی: Swara Bhaskar) (زاده ۹ آوریل ۱۹۸۸) بازیگر هندی است.
از فیلم‌هایی که وی در آن نقش داشته‌است می‌توان به اورنگ‌زیب اشاره کرد.
.

## فیلم‌شناسی
فهرست برخی از فیلم‌هایی که سوارا باسکار در آنها به ایفای نقش پرداخته‌است:
- اورنگ‌زیب
- گنجینه‌ای به نام عشق پیدا کرد
- دوست‌داشتنی
- عروسی شیردل‌ها
- ازدواج تانو و مانو
- ازدواج تانو و مانو: بازگشت
- آنارکالی از آراح
- هم‌کلاسی جدید